# Южская волость (Шуйский уезд)
Южская во́лость — нижняя административно-территориальная единица в составе Шуйского уезда Иваново-Вознесенской губернии РСФСР (1921—1929), Вязниковского уезда Владимирской губернии (до 1921 года) Российской империи и РСФСР. Волостной центр — город Южа.
Ныне территория Южского района Ивановской области России.
Упразднена в 1929 году.

## История
Декретом ВЦИК от 24 мая 1921 года Южская волость Вязниковского уезда перечислена в Шуйский уезд Иваново-Вязниковской губернии.
В 1924 году произошло укрупнение волостей. Южская волость осталась в составе Шуйского уезда среди других 9 волостей. Одновременно она была укрупнена за счет Мугреевской волости Шуйского уезда и Холуйской волости Вязниковского уезда Владимирской губернии.
Город Южа образован постановлением ВЦИК от 6 июня 1925 года.
Южский район с центром в г.Южа образован постановлением Президиума ВЦИК от 10 июня 1929 года из Южской и части селений Палехской, Сакулинской, Хотимльской, Алексинской волостей.